# Los náufragos del Jonathan
Los náufragos del Jonathan es una novela del escritor francés Jules Verne que fue escrita en 1897 con el título de En Magellanie (En la Magallanía); pero fue ampliamente modificada por su hijo, Michel Verne, hasta tomar la forma con que fue publicada por entregas en "Le Journal" desde el 26 de julio hasta el 17 de octubre de 1909. 
Piero Gondolo della Riva descubrió el manuscrito original en los archivos de la familia Hetzel, la del editor, en 1977.

## Sinopsis
La novela narra la historia de un misterioso hombre llamado Kaw-Dyer, que vive en la tierra de la Magallanía, es decir, en la región del Estrecho de Magallanes. Kaw-Dyer, cuyo lema es «Ni dios ni amo», subsiste por su cuenta y también presta asistencia a los pueblos indígenas de la región. 
Un día, en la Isla Hoste, cercana al Cabo de Hornos, naufraga un grupo de emigrantes, y Kaw-Dyer los ayuda a establecer una colonia, aunque se niega a gobernar sobre ellos y a controlarlos de manera alguna. Sin embargo, cuando la colonia cae víctima de las disputas por el poder, Kaw-Dyer se ve obligado a abandonar temporalmente sus propios principios anarquistas y erigirse en dirigente de la colonia en ciernes. Después de restablecer el orden, abdica y se convierte en guardián de un faro de otra isla, con lo que mantiene su individualismo.

## Geografía de la Isla Hoste
Tal como presenta la Isla Hoste Jules Verne, la parte que da al océano es más accidentada que la que da al archipiélago, que es más rectilínea. El Canal de Beagle separa la Isla de Hoste de la Isla Grande de Tierra del Fuego. El Jonathan se hunde entre la Bahía de Orange y la de Scotchwell. 
Las otras islas nombradas en el libro son las Islas Hermite, Herschell, Hornos y Wollaston.

## Personajes

### Los huérfanos Dick y Sand
Son dos niños fieles por completo uno a otro y a Kaw-Dyer. Dick ejerce de guía y protector de Sand, y se muestra algo egoísta y jactancioso. 
Hay algo de humor en la construcción de estos personajes, pero sin llegar al propio del talento habitual de Verne padre.
Sand se sacrifica para proteger a su amigo. Pierde las dos piernas, pero acepta su destino con valor. Este aspecto de la novela más parece obra de la condesa de Ségur que de Jules Verne. Dick, muy afectado por la desgracia de su amigo, cae gravemente enfermo.
Ya en la edad adulta, Sand llegará a ser violinista y director de orquesta. Por su parte, Dick habrá sido adiestrado con éxito por Kaw-Dyer para sucederlo.

### La familia Ceroni: un padre alcohólico y un romance entre una blanca y un nativo fueguino
Lazare Ceroni es un borracho que ha dilapidado todo su dinero y que está a punto de golpear a su mujer, Tullia; Kaw-Dyer lo impide, y Tullia sigue con su marido por deber, y no por miedo. 
Tienen una hija de 16 años: Graziella. Halg, indio fueguino que es hijo adoptivo de Kaw-Dyer, está enamorado de ella. Aunque nada diga, Kaw-Dyer piensa que la unión entre una blanca y un fueguino es difícil que salga bien. 
Otro náufrago, Sirk, ofrece alcohol a Lazare Ceroni para disponerlo en favor de su unión con Graziella, de la que acaba por intentar conseguir los favores por la fuerza. Ella, tras rechazarlo, busca la protección de Kaw-Dyer. En venganza, Sirk hiere gravemente a Halg, que acaba sanando. 
Al final de la historia, Halg se hace dueño de una pesquería y se casa con Graziella.

### El violinista borracho
El alemán Fritz Gross es un completo inútil salvo cuando ha bebido, momento en el que es un virtuoso del violín. Cuando muere, Kaw-Dyer entrega el instrumento a Sand, admirador del músico

### El socialista
Ferdinand Beauval se hace elegir presidente. Indolente, no toma decisión alguna, y llega a ser derrocado en una revuelta. Más adelante, Kaw-Dyer le da un puesto administrativo en el que se mostrará eficaz. Jules Verne muestra también su interés por las ideas socialistas en la novela de 1885 "Matías Sandorf".

### El avaro
Patterson es un trabajador tenaz y orgulloso. Su dinero proviene, entre otras cosas, del comercio con el alcohol. Por causa de una catástrofe natural, pierde todo lo que ha ganado, y culpa a la comunidad de ello; luego, sigue trabajando tenazmente. 
Se le presenta una buena ocasión de ganar dinero dejando entrar en el terreno poblado de la colonia a una tropa enemiga compuesta por aborígenes patagones. Su falta de precaución, no obstante, le costará la vida: tras comprobar que el dinero es auténtico y contarlo, abre la puerta y los patagones lo golpean para apartarlo y seguramente con la intención de matarlo después. Sin embargo el devenir de la historia hace que sobreviva y juzgado por traidor por Kawdjer. Es despojado de todas sus posesiones y exiliado de la isla

### El perro Zolg
Persigue y mata a Sirk tras haber apuñalado éste a Halg, hijo adoptivo de Kaw-Dyer. Este pasaje recuerda a otra novela de Verne: "Las aventuras del capitán Hatteras"; en ella, el perro Duk es un personaje más importante aún que el capitán.

## Capítulos

### Primera parte
- I El guanaco.
- II Misteriosa existencia.
- III El final de un país libre.
- IV En la costa.
- V Los náufragos.

### Segunda parte
- I En tierra.
- II Mi primera ley.
- III En la Bahía Scotchwell. (enlace roto disponible en Internet Archive; véase el historial, la primera versión y la última).55°28′0″S 68°6′00″O / -55.46667, -68.10000
- IV El invierno.
- V Barco a la vista.
- VI Libres.
- VII La primera infancia de un pueblo.
- VIII Halg y Sirk.
- IX El segundo invierno.
- X Sangre.
- XI Un jefe.

### Tercera parte
- I Primeras medidas.
- II La ciudad naciente.
- III El atentado.
- IV En las cuevas.
- V Un héroe.
- VI Durante dieciocho meses.
- VII La invasión.
- VIII Un traidor.
- IX La Patria Hosteliana.
- X Cinco años después.
- XI La fiebre del oro.
- XII El saqueo de la isla.
- XIII Una jornada triste.
- XIV La abdicación.
- XV ¡Solo!

## Rasgos distintivos de la novela
La novela explora la idea de la anarquía como forma de organización social, y los problemas que hacen imposible o posible aplicarla. Kaw-Dyer no es un personaje negativo, y es retratado de forma positiva: simboliza el atractivo que el anarquismo individualista tenía para el escritor; es un personaje que, a sabiendas de un posible fracaso, intenta llevar a cabo sus propósitos.

### El prefacio de Francis Lacassin
En la edición de 1978, el libro cuenta con un prólogo de Francis Lacassin que explica que esta novela está muy lejos de la imagen habitual de Jules Verne en cuestiones políticas. Según ese prólogo, Jules Verne fue un « defensor de todas las minorías oprimidas que buscan la independencia », incluyendo Québec libre e Irlanda republicana. Lacassin afirma incluso que Verne fue un precursor de la lucha contra el colonialismo; esto último parece muy cuestionable. 
Para resumir las opiniones de Jules Verne, Francis Lacassin incorpora el lema de los socialistas franceses premarxistas: «de cada cual, según su capacidad; a cada cual, según sus necesidades». 

### El buqueJonathan
El barco lleva a miles de emigrantes de Europa, Norteamérica y Japón en su camino a África. La mayoría de los miembros de la tripulación perece en la tormenta que precede al naufragio. Tras éste, con la dirección de Kaw-Dyer, los emigrantes llegan a obtener todos los equipos necesarios, que encuentran en la nave. 
El contramaestre Hartlepool, el sobreviviente de más alto rango de la tripulación, delega el mando en Kaw-Dyer de buen grado. Son sus palabras: « puedo jactarme de saber cumplir órdenes, pero su formulación no es de mi incumbencia; y de mantener firme el timón, tanto como se requiera, pero establecer el rumbo es otra cosa. » 
Los náufragos envían a unos emisarios en un bote que, no sin ciertas peripecias, llega a la ciudad de Punta Arenas para advertir a las autoridades chilenas del hundimiento y de la situación de los sobrevivientes, y así lo hacen. No obstante, no se dispone de un barco lo suficientemente grande como para rescatarlos. 

### Kaw-Dyer: anarquista y gobernador de la isla
Este personaje tiene una autoridad natural. Las pocas veces en que ésta no es suficiente, su fuerza física basta para imponerse sin llegar a los golpes. Sólo una vez ha de intervenir el azar: durante un intento de matarlo empleando una bomba, la lluvia apaga la mecha.
No es él quien toma el poder, sino que se lo entregan. 
Pertenece a una familia real de Europa, pero, anarquista convencido, ha abandonado su ambiente social para ir a aislarse en la punta extrema de América del Sur. A pesar de su aislamiento en la Isla Hoste, aún disfruta de su riqueza y de influencia en su país de origen. 
Sus convicciones lo llevan a liberar al marinero Kennedy a pesar de que toda la población de la isla sabe que es un criminal. 
Este personaje de ficción, Kaw-Dyer, parece estar inspirado en dos personajes reales: 
- El Archiduque Juan de Austria, Príncipe de la Toscana y Príncipe de los Habsburgo, también conocido como John Orth. Después de la tragedia de Mayerling, hizo creer que había desaparecido en un naufragio en 1890. Después, pasó por Punta Arenas y emprendió la exploración de varias islas de la parte occidental del archipiélago de Tierra del Fuego.

- Alexeyevich Piotr Kropotkin (1842-1921), príncipe ruso de ideas anarquistas y explorador de la península escandinava. .

### El afán por el oro
Al encontrarse oro en la Isla Hoste, Kaw-Dyer prevé las funestas consecuencias. Esta parte de la novela hace remembranza de un personaje histórico: John Sutter, millonario que fundó la ciudad de Sacramento y que fue llevado a la ruina al hallarse oro en uno de sus terrenos de California el 24 de enero de 1848. 
Verne habla de la fiebre del oro en otras dos de sus novelas póstumas: La caza del meteoro y El volcán de oro.

## Diferencias entre la original y la publicada por Michel

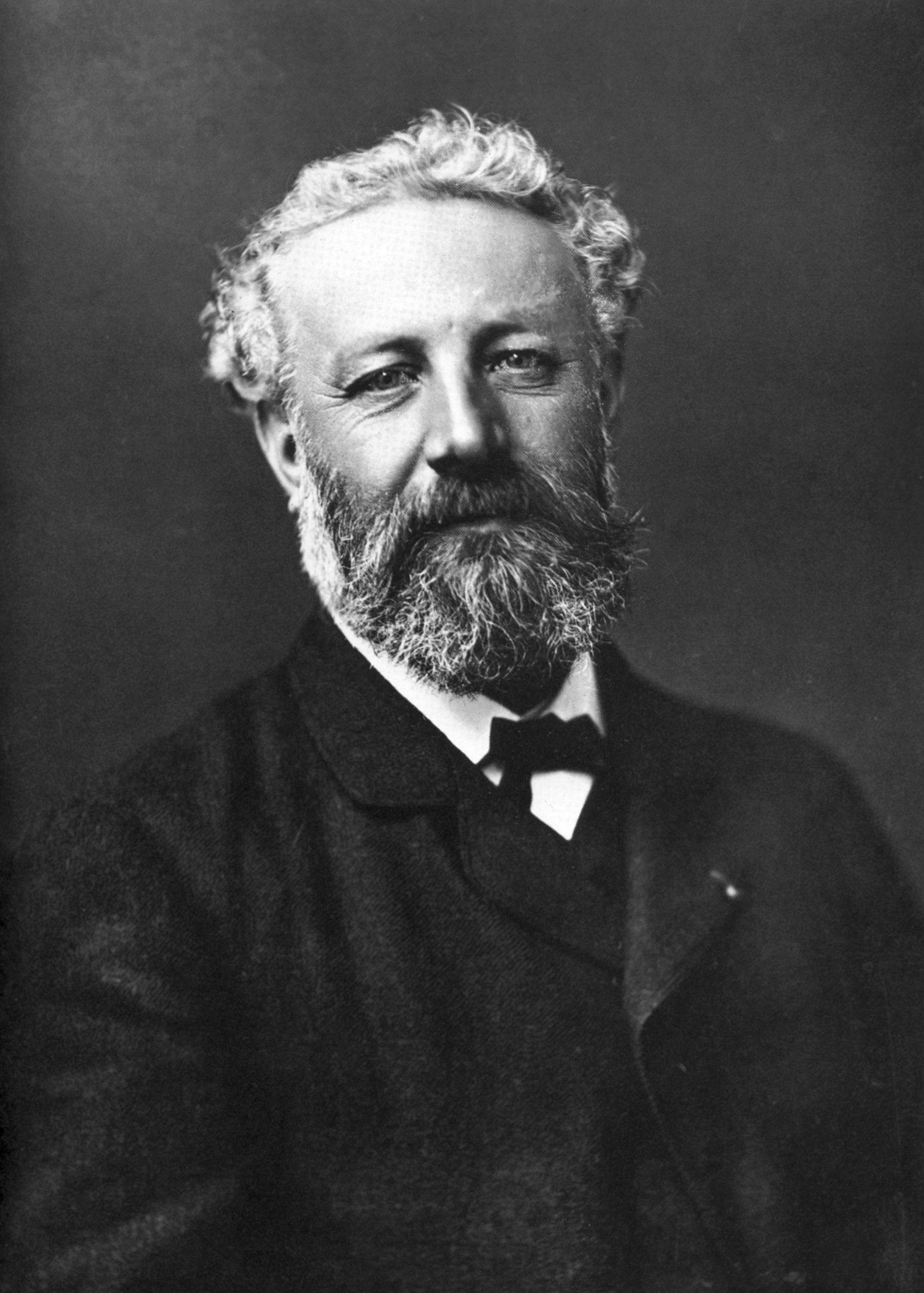
Jules Verne, autor de la novela original.

La novela de Verne era una historia básicamente corta de sólo 16 capítulos en la que introdujo un gran número de personajes: alrededor de 30. La idea de Jules era acentuar la parte política al analizar las tendencias ideológicas de moda, es decir, las ideas del colectivismo, apoyándolas con la socialización de los medios de producción, la extinción del capital, la abolición de la concurrencia, la sustitución de la propiedad individual por la social. Jules Verne analiza el pensamiento de Saint-Simon, de Fourier, de Proudhon. 
Michel suprimió algunas de estas ideas y modificó otras, y ahí donde Jules nos hablaba de abismos de socialismo y de inquebrantables reformadores, Michel se limita a decir: « que se apruebe o no esa idea, lo menos que se puede decir es que es atrevida ». Como se ve, las ideas políticas del hijo no coincidían con las del padre. Evidentemente, más a la izquierda que Jules, Michel no pudo resistir la tentación de modificar este manuscrito y hacer una gran novela política en la cual constataría, ciertamente, el fallo de la aplicación de las doctrinas comunista, socialista y anarquista, en las que el pensamiento de Kaw-Dyer permanecería, por decirlo así, hasta su muerte. Por tanto, varios pasajes políticos importantes fueron suprimidos por Michel.

### El final del libro en la versión de Jules Verne
Francis Lacassin, en el prefacio de "Familia sin nombre", indica que Jules Verne había previsto un final completamente diferente del de "Los náufragos del Jonathan" para la novela original, "En la Magallanía"; los acontecimientos de ese final serían resultado de la fuerte influencia de dos sacerdotes católicos en las ideas y en los hechos de Kaw-Dyer.